# ロバート・デナード
ロバート・ヒース・デナード（Robert Heath Dennard, 1932年9月5日 - 2024年4月23日）は、アメリカ合衆国の電子工学者で発明家である。

## 概要
テキサス州カウフマン郡テレル生まれ。1954年と1956年に南メソジスト大学で、電子工学の学士号と修士号を取得した。博士号は1958年にカーネギー工科大学でとった。その後IBMに勤務して研究を行った。
1966年にIBMトーマス・J・ワトソン研究所でDynamic Random Access Memoryの概念を考案し、1967年にIBMと博士により特許申請し、1968年に特許発行された。
また彼は、MOSFETには小型化による途轍もないポテンシャルがあると最初に気づいていた一人である。1970年代に、LSI上のMOSFETは小型化すればするほど高速かつ省電力になる、というスケーリング理論を確立した。「デナード則」の名で呼ばれるこの理論は、ムーアの法則に従った集積度向上による微細化だけで大きな効果があるということを意味し、こんにちのマイクロプロセッサ他による大きな発展の根底を支えた理論と言える。
2024年4月23日にニューヨーク州の病院で細菌感染症により死去。91歳没。

## 受賞など
- 1988年 - アメリカ国家技術賞[3]
- 1990年 - ハーヴェイ賞
- 1997年 - 全米発明家殿堂選出
- 2001年 - エジソンメダル[4]
- 2006年 - C&C賞
- 2007年 - ベンジャミン・フランクリン・メダル
- 2009年 - IEEE栄誉賞、チャールズ・スターク・ドレイパー賞
- 2013年 - 京都賞先端技術部門
- 2017年 - 米国科学アカデミー賞産業応用部門